# 秦錫圭
秦錫圭（1864年—1924年），字鎮谷，號介侯，晚號見齋。江蘇省上海縣陳行鄉人，清末民初政治人物，同進士出身。

## 生平
30歲時，秦錫圭中舉人。光緒二十一年（1895年），登進士，同年五月，改翰林院庶吉士；後任山西壽陽縣知縣。任內為杜絕該縣民眾溺斃女嬰的現象，創設保嬰局，給貧民生孩子提供補助，並撰寫《保嬰歌》廣泛在城鄉刊發。他還拿出原准備為父母作壽的錢來修壽陽縣西部要羅山的道路。八國聯軍攻入北京，兩宮西狩，他囑咐清徭局的紳董多設分局以儲備芻糧平價售出，並要各鄉辦團練。任壽陽縣知縣三年後，因教案而蒙冤被免職，戍涼州。
光緒二十八年（1902年），甘肅學政聘其襄校試卷。光緒三十一年（1905年），陝甘總督委托其赴上海購買學堂應用書籍，並考察銅圓行使、紙幣製造情況。光緒三十二年（1906年），陝甘總督委托其辦理陝甘總督府文案及土藥統捐局文案。光緒三十三年（1907年），兼任官銀錢局坐辦。光緒三十四年（1908年）兼任賑務局坐辦，經理西路提運倉糧事務。宣統元年（1909年），受委托到江鄂各省考察商務。
宣統三年（1911年）經外務部核准，秦錫圭的冤案獲得平反，官復原職。中華民國成立後，秦錫圭當選為中華民國第一屆國會參議院議員，當時他發誓“不入政界，不受黨派津貼及其他非法取得的金錢”。此後，他在第一屆國會前後三期常會以及廣州非常國會時期都擔任參議院議員。在第一屆國會最終結束前半年，1924年秦錫圭逝世，享年61歲。

## 著作
- 《見齋文集》
- 《見齋詩集》
- 《補晉書執政表》
- 《補晉書方鎮表》[1]

## 家庭
秦錫圭是秦少游的後代，秦榮光的次子，秦錫田的胞弟。